# Arctic Cemetery
Arctic Cemetery è un singolo del chitarrista britannico Charlie Griffiths, pubblicato l'8 aprile 2022 come primo estratto dal primo album in studio Tiktaalika.

## Descrizione
Il brano è tra i primi composti per l'album e ha visto la partecipazione vocale di Tommy Rogers, frontman dei Between the Buried and Me, oltre al batterista Darby Todd, noto per la sua militanza con Devin Townsend. Riguardo al significato del testo, lo stesso Griffiths ha spiegato come esso rifletta l'idea che «gli esseri umani moderni possano identificare i luoghi dei cimiteri, vecchi di centinaia di milioni di anni, e trovare i resti dei nostri antenati e domandarsi cosa può insegnarci questa creatura estinta? Trovo che questa nozione sia incredibilmente stimolante e umiliante».

## Video musicale
Il video è stato reso disponibile in concomitanza con il lancio del singolo attraverso il canale YouTube della Inside Out Music.

## Tracce
Testi e musiche di Charlie Griffiths.
1. Arctic Cemetery – 6:06

## Formazione
Musicisti
- Charlie Griffiths – chitarra, basso, sintetizzatore
- Darby Todd – batteria
- Tommy Rogers – voce

Produzione
- Charlie Griffiths – produzione
- Adam "Nolly" Getgood – missaggio
- Sebastian Sendon – assistenza al missaggio
- Ermin Hamidovic – mastering